# Romerska republiken (1849)

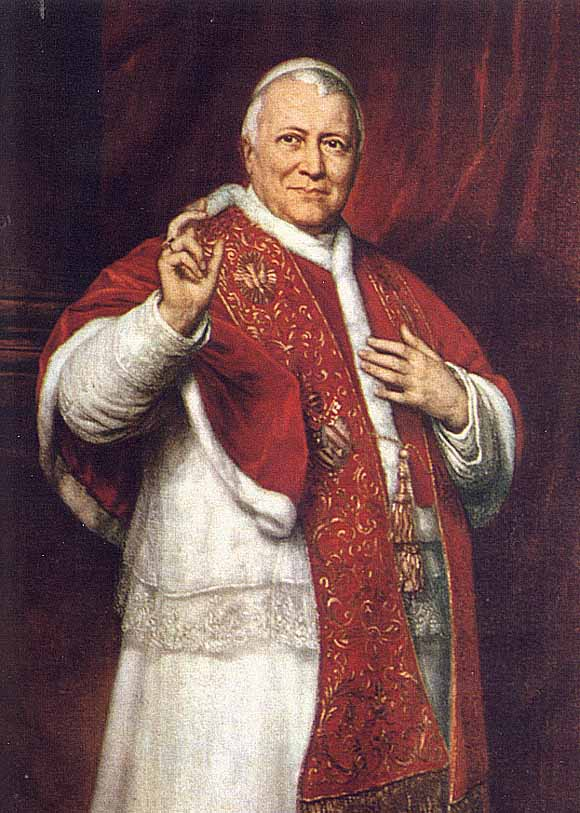
Pius IX

Romerska republiken var en republik som bildades den 9 februari 1849 när regeringen i Kyrkostaten tillfälligt ersattes av en republikansk regering, på grund av Pius IX:s flykt till Gaeta. Kyrkostaten återställdes dock redan samma år då Kyrkostaten med hjälp av Frankrike krossade den nybildade Romerska republiken.